# Mechanics Bay (vik i Heard- och McDonaldöarna)
Mechanics Bay är en vik vid ön Heard Island i Heard- och McDonaldöarna (Australien).